# アイ・フィール・フォー・ユー
「アイ・フィール・フォー・ユー」(I Feel for You)は、プリンスの楽曲。2枚目のスタジオ・アルバム『愛のペガサス』の8曲目に収録されている。邦題は当初「恋のフィーリング」であったが、2021年現在は原題に準拠しており元の邦題は副題となっている。

## チャカ・カーンのバージョン
1984年にはチャカ・カーンによるカバー・バージョンが同名のスタジオ・アルバムからシングルとしてリリースされた。
チャカ・カーンのバージョンは全英シングルチャートや全米ダンスチャートで首位を獲得し、Billboard Hot 100でも3位を記録するなど大ヒットを記録した。
スティーヴィー・ワンダーがクロマチックハーモニカで参加している。

### 収録曲
1. アイ・フィール・フォー・ユー
2. チャイナタウン

### チャート
| チャート（1984年）               | 最高順位 |
| -------------------------------- | -------- |
| アメリカ（Billboard Hot 100）    | 3        |
| イギリス（全英シングルチャート） | 1        |